# Dan Levy
Dan Levy, född 9 augusti 1983 i Toronto, är en kanadensisk skådespelare och producent.
Levy har bland annat medverkat i TV-serierna Schitt's Creek och Sex Education. Han har även medverkat i filmen Good Grief.
Han är son till skådespelaren Eugene Levy.

## Filmografi (i urval)
- 2015–2020 – Schitt's Creek (TV-serie)
- 2023 – Sex Education (TV-serie)
- 2023 – Good Grief
- 2024 – Unfrosted: The Pop-Tart Story
- 2025 – Animal Friends